# VAZ 2104
VAZ 2104, 2105 a 2107 jsou automobily nižší střední třídy vyráběné sovětskou a později ruskou automobilkou AvtoVAZ. Výroba prvního vozu z řady, sedanu VAZ 2105, byla zahájena v roce 1980 a pokračovala do roku 2010, zbývající modely zůstaly ve výrobě až do roku 2012.
Řada zahrnuje skromněji vybavený základní model VAZ 2105, luxusněji vybavený sedan VAZ 2107 (od 1982) a kombi VAZ 2104 (od 1984).  Vozy byly úspěšné především v Sovětském svazu a dalších zemích socialistického tábora. Mimo RVHP se vozidla nazývala Lada Riva nebo Nova. Svoji oblibu si udržely až do nedávné minulosti, modely 2105/2107 byly v roce 2009 3. nejprodávanějšími modely v Rusku  a v roce 2010 obsadily se 136 006 prodanými kusy dokonce 1. příčku mezi novými automobily na ruském trhu.

## VAZ 2105
Typ 2105, v současnosti prodávaný již pouze se značkou Lada (2105 nebo Nova), vznikl modernizováním původního modelu 2101 po designové i technické stránce. První sériové exempláře existovaly již na konci roku 1979, do výroby se vůz dostal až o rok později.
Největším viditelným rozdílem je nově pojatá karoserie s výraznějšími předními světlomety obdélníkového tvaru s vestavěnými blinkry. Změna světel s sebou přinesla také přepracování celé přední části vozu, což se nejvíce dotklo masky chladiče, která byla nyní matně černá, ovšem bez chromování. Vpředu i vzadu přibyly robustnější chromované nárazníky s pryžovým zakončením, světla na zádi vozu byla také zvětšena. Změna postihla také zpětná zrcátka, přední okna nebo kliky dveří. V interiéru došlo k instalaci bezpečnostního obložení palubní desky, vylepšení tvarování ploch s nimiž přichází šofér potažmo spolujezdec nejvíce do styku, zejména sedadel a výplní dveří. Zavazadlový prostor zůstal oproti „klasice“ 2101, jak byl první model značky VAZ také nazýván, nezměněn (390 litrů).
Modernizací prošel i čtyřválec 1,3 litru OHC, u něhož se nově o pohon vačkové hřídele staral ozubený řemen. Technické řešení včetně pohonu zadní tuhé nápravy motorem vpředu spojením čtyřstupňové manuální převodovky zůstalo, ovšem poprvé v nabídce automobilky VAZ bylo možno si pořídit lépe vybavený a silnější vůz s pětistupňovou převodovkou. Vůz byl oproti předchozímu 2101 delší o celých 55 mm, širší o 9 mm a vyšší o 6 mm. Rozvor zůstal zachován.
Nejmenší motor 1,2 litru (1 198 cm3) o výkonu 44 kW neprošel žádnou změnou a byl dodáván v modelech známých jako 21051. Střední čtyřválec 1,3 litru (1 294 cm3) disponující výkonem 68 koní (50,8 kW) byl nabízen jako základní model 2105. Nejvýkonnější variantou byl model 21053, který skrýval pod kapotou motor o objemu 1 451 cm3 s 75 koňmi (55 kW).

### Závodní verze VAZ 2105 VFTS

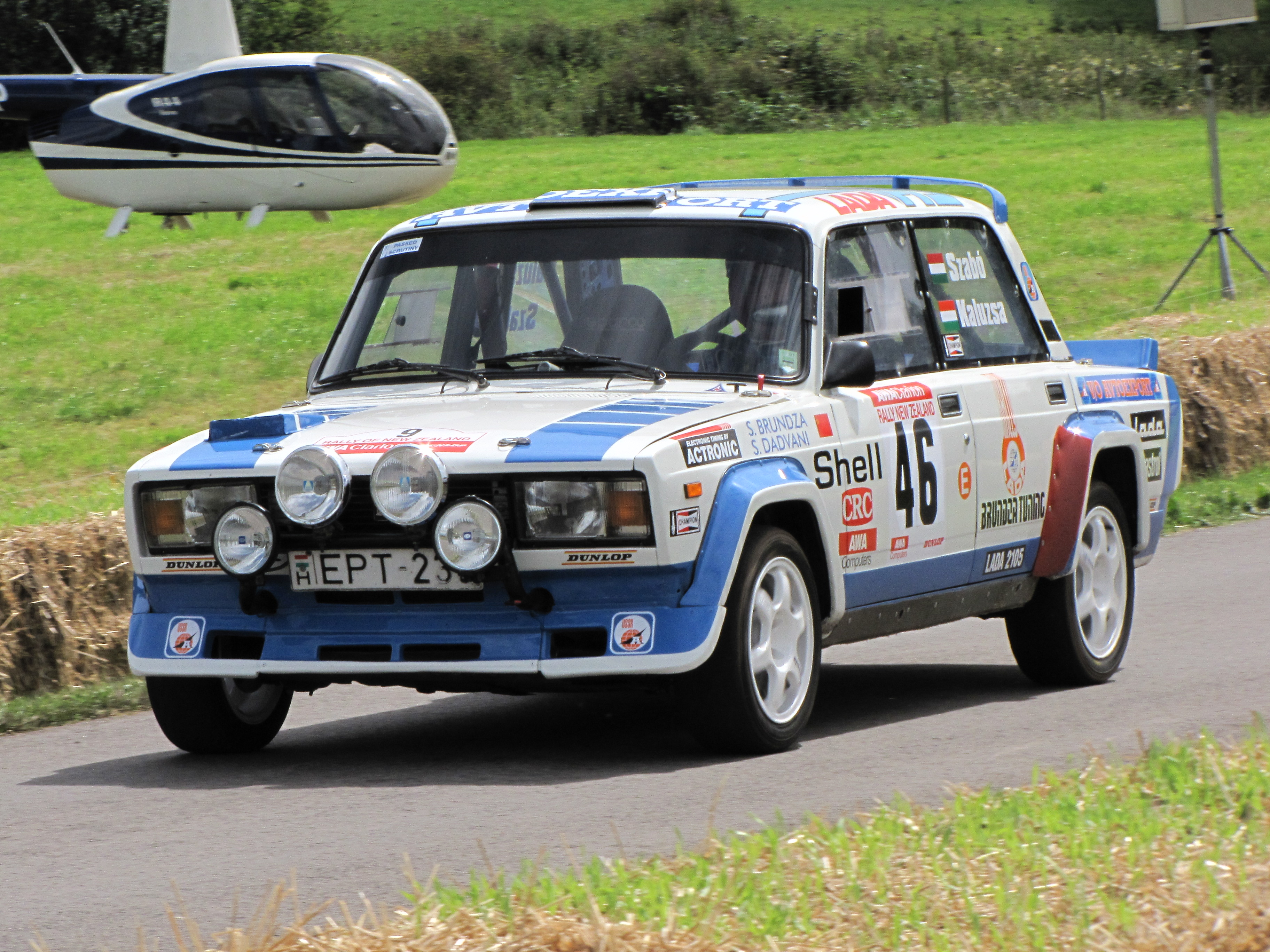
VAZ 2105 VFTS

Jednalo se o automobil určený pro závody ve skupině B. Vývoj měl na starosti tým odborníků, který vedl litevský pilot Stasys Brundza. Vůz byl homologován v roce 1984 a startoval i na několika soutěžích. Jeden vůz v našem mistrovství nasazoval tým Metalex a druhý Agroteam Slušovice. V následující sezoně začal být vůz porážen českým speciálem Škoda 130 LR, a proto byl vylepšen pro sezónu 1986. Karosérie byla odlehčená a byl zvýšen výkon. Vůz nikdy nestartoval v soutěži Mistrovství světa. Po skončení skupiny B ale nadále startoval na soutěžích východního bloku. Václav Blahna s ním například získal titul v Mistrovství Československa v rallye 1987. Do roku 1988 vozy startovaly i na okruhových závodech.

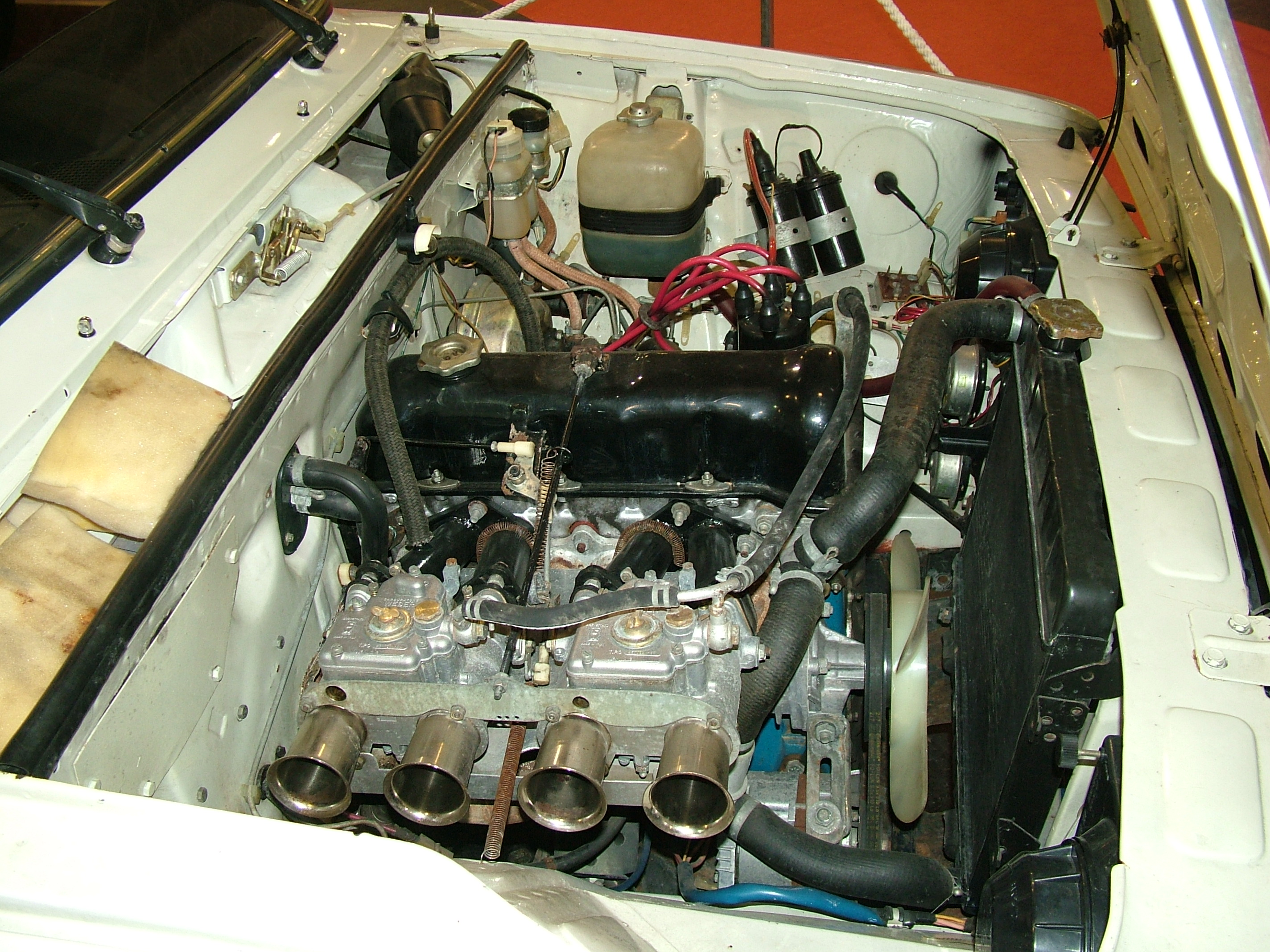
Pohled do motorového prostoru vozu VAZ 2105 VFTS

Vůz měl původně samonosnou celokovovou karoserii, později byly kapoty a dveře vyrobeny z hliníkových slitin. Boční původně skleněná okna byla nahrazena plexisklem. Motor byl čtyřválec OHC o objemu 1588 cm3 z vozu VAZ 2106, který dosahoval výkonu 158 koní (118 kW) a kroutící moment 165 Nm. Výkon zvyšovala dvojice karburátorů Weber 45 DCOE. Původně čtyřstupňová převodovka byla nahrazena pětistupňovou. Jednokotoučová spojka byla od společnosti Sachs. Přední kola byla na lichoběžníkových ramenech, zadní náprava byla tuhá. Tlumiče vyrobila firma Bilstein. Automobil měl vpředu kotoučové a vzadu bubnové brzdy. Při rallye používaly vozy třináctipalcové disky a na okruzích patnáctipalcové z lehkých slitin. Vůz byl vybaven nástavci blatníků a spoilery z plastu. Byl dlouhý 4090 mm, široký 1725 mm a vážil 930 kg.

## VAZ 2107
Po představení typu 2107 na konci roku 1981 se v příštím roce přistoupilo k jeho sériové výrobě. Nový model vzniknul úpravou modelu 2105, konkrétně jeho nejvýkonnější specifikace 21053. Jednalo se o nejluxusněji pojatou variantu celé řady, přičemž byla ideovým nástupcem modelu 2106, se kterým byl do roku 2005, kdy byla produkce typu 2106 ukončena, prodáván souběžně.
Velikou oblibu tohoto modelu dokazuje nejen jeho dlouhá doba výroby, ale i skutečnost, že se vyráběl i v zemích mimo Rusko. Vyjma domovského závodu v Togliatti v se vyráběl od roku 2002 ještě na Ukrajině v továrnách bývalé značky ZAZ (dnes mateřské Daewoo) a LuAZ. Od roku 2006 se vyráběl také v Egyptě v hlavním městě Káhiře. Zde se o výrobu starala automobilka participující s japonským koncernem Suzuki. Od roku 2008 probíhala montáž z již vyrobených dílů i v Čečensku ve městě Argun.
Vnější vzhled se měnil pouze kosmeticky, nejvíce se změny dotkly přední části vozu. Zde přibyl důležitý rozpoznávací prvek, pochromovaná maska chladiče, která na standardním 2105 již nefigurovala. Charakteristická je pro přepychovější 2107 i výduť na kapotě motoru, která plynule postupuje od obdélníkové přední masky až k čelnímu sklu. Světlomety byly dodávané stěrači i ostřikovači, dle stupně výbavy. Masivnější, více pogumované nárazníky měly za následek zvětšení celkové délky vozu o 15 mm. Interiér byl opět oproti předchůdci vylepšen a mírně reorganizován, především palubní deska. Přední sedadla měla nově opěradla plynule přecházející v opěradla hlavy.
Zpočátku se vůz dodával ve dvou motorizacích. Menší pohonnou jednotku zastupoval čtyřválec o objemu 1 451 cm3, který poskytoval výkon 55 kW (75 koní), s nímž vůz dosahoval rychlosti přes 145 km/h. Druhou, výkonnější motorizací, byl čtyřválec 1 568 cm3 o výkonu 58 kW, díky němuž model 21074, jak se takto specifikovaný vůz nazýval, dosahoval maximální rychlosti až 150 km/h. S postupem času se pod kapotou modelu 2107 začala objevovat stále různorodější paleta motorů. V roce 1985 se začal prodávat model 21072 s motorem 1,3 litru, dále např. model 21073i s motorem 1,7 litru o výkonu 62 kW a jednobodovým elektronickým vstřikováním paliva, známým z Lady Niva. Vyráběla se dokonce i verze 21079 poháněná Wankelovým rotačním motorem.

## VAZ 2104
Kombi VAZ 2104 bylo nástupcem vůbec prvního kombi vyráběného v závodě Volžského automobilového závodu, Lady 2102. Styl byl ovšem plně návazný na aktuální modely 2105 a 2107, tedy s výraznými obdélníkovými předními světlomety. S výrobou se začalo v roce 1984 a pokračovalo se v ní na různých místech světa do roku 2012. Již v roce 2003 skončila výroba v Togliatti a v roce 2006 i v montovně v Syzrani, kde se montovaly od roku 1999. Posledním místem v Rusku, kde se ještě kombi 2104 od roku 2003 do září 2012 vyrábělo, bylo město Iževskv továrně koncernu Izhmash. Na Ukrajině se vozy vyráběly ve městě Luck v továrně LuAZ a nakonec od roku 2002 v egyptské Káhiře. Export na západ většinou skončil do roku 1997.
Přední a střední sekce karoserie je shodná s bratrským 2105, zadní vychází z předchozího kombi 2102, ovšem dostála několika změn. Vertikální sdružená zadní světla byla zvětšena, kvůli čemuž muselo být v dolní části zúženo výklopné víko kufru. Přestože se celková délka vozu zkrátila o 15 mm oproti standardnímu sedanu, užitná plocha zůstala na úrovni modelu 2102, a to 1 150 litru a po sklopení zadních sedaček až 1 450 litrů. Vyšší pohotovostní hmotnost vozu byla vynahrazena vyšší nosností 455 kg.
Pod kapotou bychom nalezli osvědčené čtyřválce známé z mnoha dalších modelů značky AutoVAZ. Základní 1,3 litru doplňuje silnější 1,5 litrový motor (model 21043). V roce 1995 byla nabídka kombi doplněna o motor 1,7 litru z Lady Niva (typ 21044i). Krátký čas se nabízel i naftový motor 1,5 litru, ovšem bez větší odezvy.

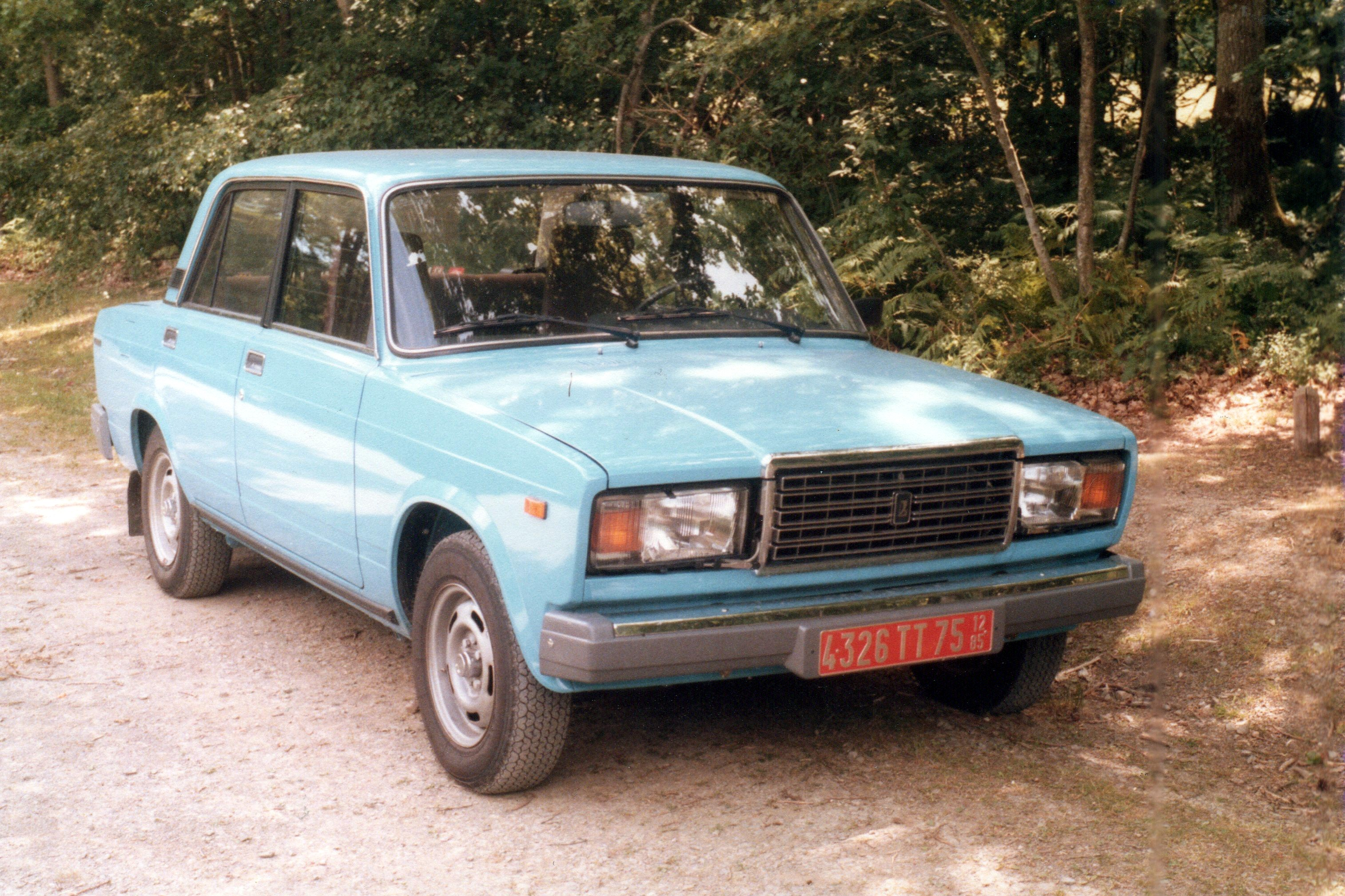
VAZ 2107
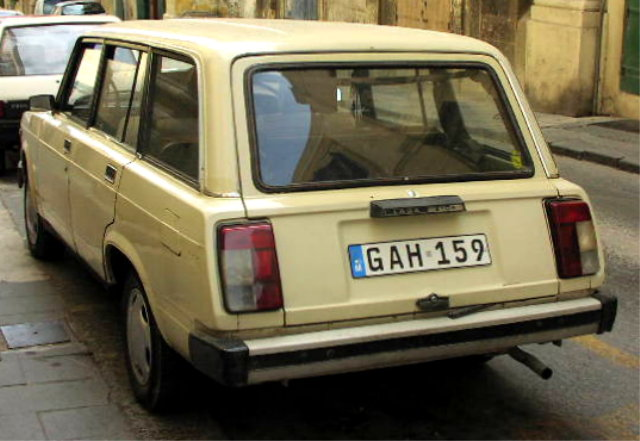
VAZ 2104 Kombi
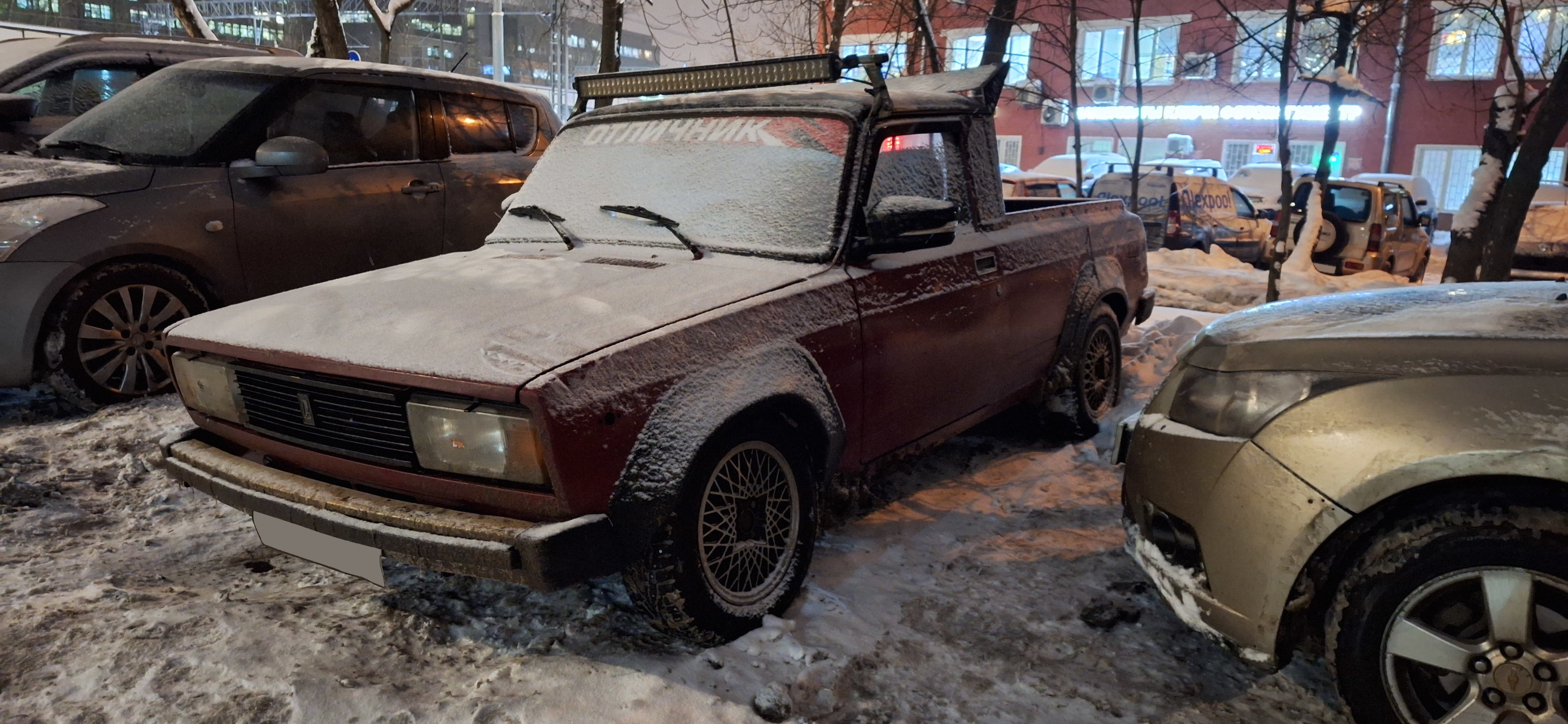
VAZ-2104-33 Pikup
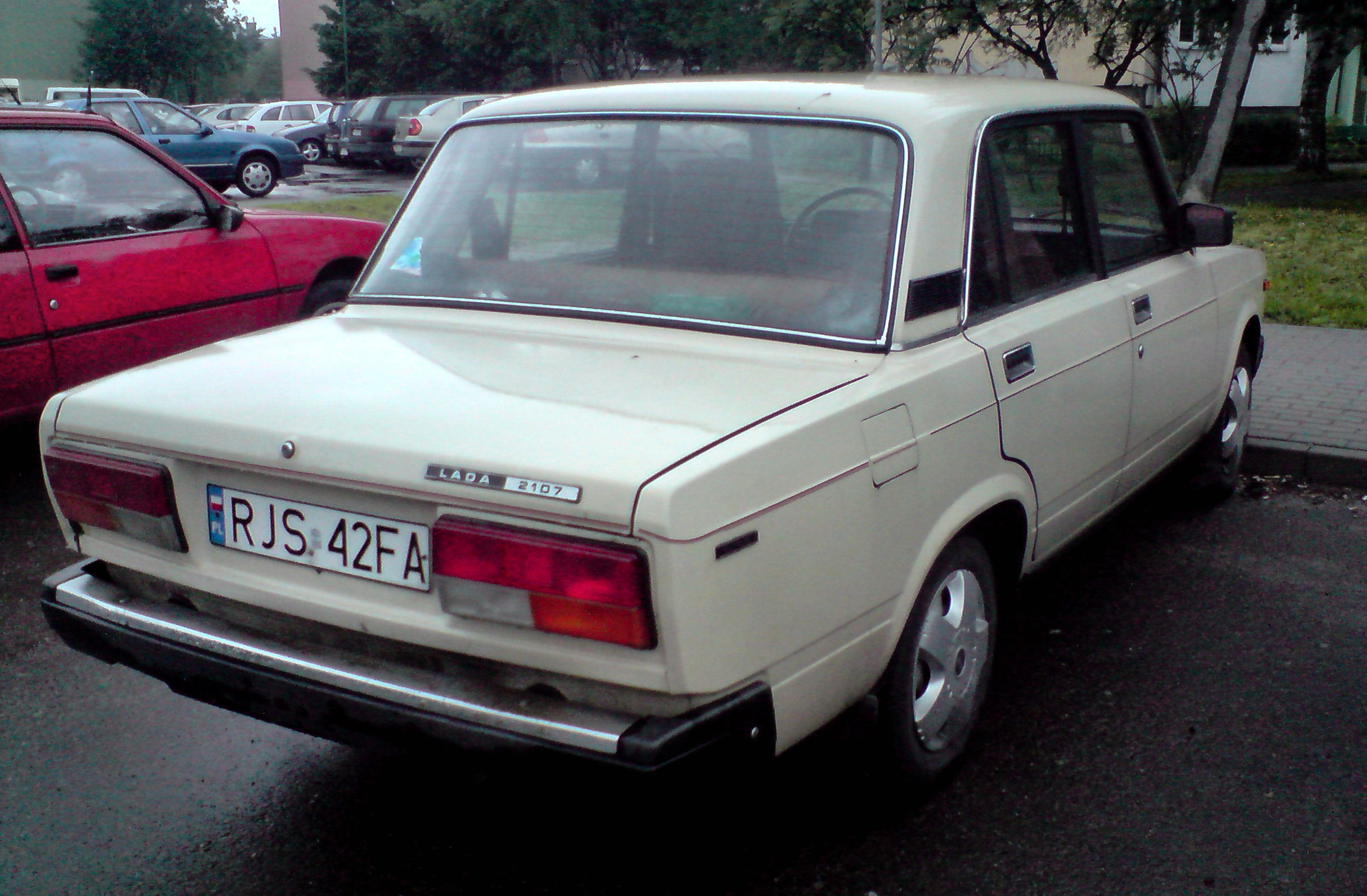
VAZ 2107
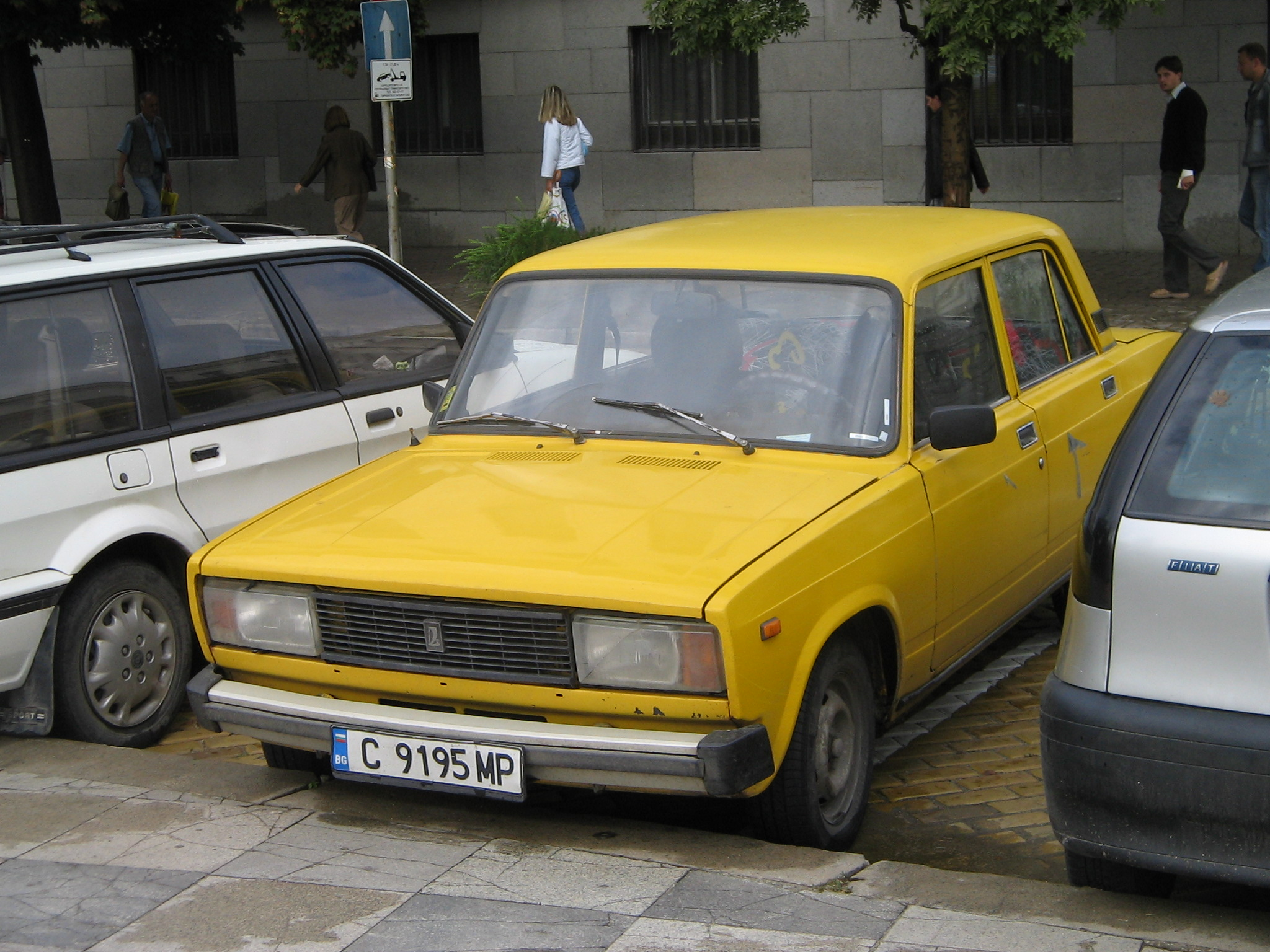
VAZ 2105